# Saint-Médard-de-Presque
Saint-Médard-de-Presque is een gemeente in het Franse departement Lot (regio Occitanie) en telt 201 inwoners (1999). De plaats maakt deel uit van het arrondissement Figeac.

## Geografie
De oppervlakte van Saint-Médard-de-Presque bedraagt 5,3 km², de bevolkingsdichtheid is 37,9 inwoners per km².
De onderstaande kaart toont de ligging van Saint-Médard-de-Presque met de belangrijkste infrastructuur en aangrenzende gemeenten.

## Demografie
Onderstaande figuur toont het verloop van het inwonertal (bron: INSEE-tellingen).